# Olympische Sommerspiele 1980/Teilnehmer (Algerien)
| Gelbes Symbol für Goldmedaillen mit stilisierten Olympischen Ringen | Graues Symbol für Silbermedaillen mit stilisierten Olympischen Ringen | Braundes Symbol für Bronzemedaillen mit stilisierten Olympischen Ringen |
| ------------------------------------------------------------------- | --------------------------------------------------------------------- | ----------------------------------------------------------------------- |
| —                                                                   | —                                                                     | —                                                                       |

Algerien nahm an den Olympischen Sommerspielen 1980 in Moskau mit einer Delegation von 54 männlichen Athleten in 28 Wettkämpfen in neun Sportarten teil. Ein Medaillengewinn gelang keinem der Athleten.

## Teilnehmer nach Sportarten

### Boxen
- Ahmed Saïd
Halbfliegengewicht: im Viertelfinale ausgeschieden

- Boualem Bel Alouane
Halbweltergewicht: im Achtelfinale ausgeschieden

### Fechten
- Tahar Hamou
Florett: 28. Platz

### Fußball
- im Viertelfinale ausgeschieden
Mourad Amara
Salah Assad
Lakhdar Belloumi
Taj Ben Saoula
Abderrahmane Derouaz
Ali Fergani
Mohamed Ghrib
Mahmoud Guendouz
Mohamed Kheddis
Saleh Larbes
Rabah Madjer
Bouzid Mahiouz
Djamel Menad
Chaabane Merzekane

### Gewichtheben
- Ahmed Tarbi
Bantamgewicht: 11. Platz

- Mohamed Gouni
Federgewicht: 11. Platz

- Omar Yousfi
1. Schwergewicht: 13. Platz

### Handball
- 10. Platz
Abdel Atif Bakir
Abdel Atif Bergheul
Abdel Krim Ben Djemil
Abdel Krim Hamiche
Abdel Madjid Slimani
Ahcen Djeffal
Ahmed Farfar
Ali Akacha
Azzedine Bouzerar
Kamel Hebri
Mohamed Machou
Mouloud Mekhnache
Omar Azzeb
Rashid Mokhrani

### Judo
- Ahmed Moussa
Halbleichtgewicht:im Achtelfinale ausgeschieden

- Djillali Ben Brahim
Leichtgewicht: in der 1. Runde ausgeschieden

- Berkane Adda
Halbmittelgewicht: im Achtelfinale ausgeschieden

### Leichtathletik
- Mehdi Aidet
800 m: im Halbfinale ausgeschieden
1500 m: im Halbfinale ausgeschieden

- Derradji Harek
800 m: im Halbfinale ausgeschieden
1500 m: im Vorlauf ausgeschieden

- Abderrahmane Morceli
1500 m: im Vorlauf ausgeschieden

- El-Hachemi Abdenouz
5000 m: im Halbfinale ausgeschieden

- Rachid Habchaoui
5000 m: im Vorlauf ausgeschieden
10.000 m: im Vorlauf ausgeschieden

- Abdel Madjid Mada
10.000 m: im Vorlauf ausgeschieden
Marathon: Rennen nicht beendet

- Lahcen Babaci
3000 m Hindernis: 11. Platz

- Abdel Hamid Sahil
Hochsprung: 21. Platz

- Othmane Belfaa
Hochsprung: 28. Platz

### Ringen
- Mohamed Moualek
Leichtgewicht, griechisch-römisch: in der 2. Runde ausgeschieden

- Mohamed Hachaichi
Fliegengewicht, Freistil: in der 3. Runde ausgeschieden

- Saïd Admane
Leichtgewicht, Freistil: in der 2. Runde ausgeschieden

### Schwimmen
- Mohamed Halimi
100 Meter Freistil: im Vorlauf ausgeschieden
4-mal-200-Meter-Freistil-Staffel: im Vorlauf ausgeschieden

- Reda Yadi
200 Meter Freistil: im Vorlauf ausgeschieden
4-mal-200-Meter-Freistil-Staffel: im Vorlauf ausgeschieden

- Mohamed Bendahmane
4-mal-200-Meter-Freistil-Staffel: im Vorlauf ausgeschieden

- Abdelhakim Bitat
4-mal-200-Meter-Freistil-Staffel: im Vorlauf ausgeschieden

- Djamel Yahiouche
100 Meter Brust: im Vorlauf ausgeschieden
200 Meter Brust: im Vorlauf ausgeschieden
100 Meter Schmetterling: im Vorlauf ausgeschieden
200 Meter Schmetterling: im Vorlauf ausgeschieden